# Nystalea marmorata
Nystalea marmorata är en fjärilsart som beskrevs av Jörgensen 1934. Nystalea marmorata ingår i släktet Nystalea och familjen tandspinnare. Inga underarter finns listade i Catalogue of Life.